# Droits LGBT au Kirghizistan
Les personnes lesbiennes, gaies, bisexuelles et transgenres (LGBT) au Kirghizistan font face à des défis juridiques que ne connaissent pas les personnes non-LGBT dans le pays.
L'activité homosexuelle masculine et féminine est légale au Kirghizistan, mais les couples de même sexe et les ménages dirigés par des couples de même sexe ne bénéficient pas des mêmes protections juridiques disponibles aux couples mariés de sexe opposé.

## Cadre légal

### Loi concernant l'activité sexuelle entre personne de même sexe

#### Avant 1998
Avant 1998, l'homosexualité était illégale au Kirghizistan. Les personnes LGBT étaient passibles de deux ans de prison si celles-ci étaient prises sur le fait.

#### Depuis 1998
Les actes sexuels entre personnes du même sexe sont légalisés en 1998 :
- en octobre 1997, un nouvel article au Code pénal a été promulgué par le président du Kirghizistan, qui « a décriminalisé les relations homosexuelles entre hommes adultes consentants »[1] ;
- le nouveau Code pénal du Kirghizistan est entré en vigueur le 1er janvier 1998 (ILGA janvier 1998 ; Wockner News 5 janvier 1998) l'homosexualité n'est plus considérée comme une « infraction pénale »[1].

### Reconnaissance des couples de même sexe
Les unions entre personnes de même sexe ne sont pas reconnues légalement au Kirghizistan.
Depuis 1996, la constitution kirghize interdit explicitement l'union entre deux personnes de même sexe.

### Adoption
Les homosexuels ne peuvent pas adopter au Kirghizistan. Les célibataires peuvent avoir à faire une attestation sur l'honneur qu'ils ne sont pas homosexuels.

## Personnes LGBT dans la société
Le Kirghizistan est connu pour être un îlot de tolérance gay dans une région par ailleurs oppressive. Certaines personnes LGBT originaires d'Ouzbékistan et du Turkménistan, où l'homosexualité est punie par la loi, ont émigré au Kirghizistan  à la recherche d'un environnement plus favorable et plus tolérant.
Bien que les personnes LGBT puissent s'afficher davantage et que les groupes LGBT sont en augmentation dans le pays, cette vision d'acceptation est à modérer car l'attitude envers l'homosexualité n'a commencé à changer que depuis la fin des années 1990.
Même si le Kirghizistan est moins hostile que ses voisins, les personnes dont l'orientation sexuelle n'est pas traditionnelle, et surtout les hommes homosexuels, sont l'un des groupes les plus opprimés et discriminés dans le pays.
L'attitude envers les lesbiennes est moins hostile que pour les hommes. La tradition locale permet plus de liberté pour les démonstrations publiques d'affection par des femmes.
Selon Anna Kirey (chercheur russe sur les sujets des droits de l'homme se concentrant sur les questions LGBT en Europe de l'Est et en Asie centrale) : « Les villes sont plus indiquées pour les personnes LGBT que les zones rurales, en raison d'un certain anonymat »

### Associations LGBT notables
Fondée en 2004, Labrys a ouvert un centre social et une bibliothèque comme un lieu de rencontre sécurisé pour les LGBT kirghizes ainsi qu'un abri pour les personnes transgenres et les femmes qui ont été victimes de violence.